# Bárbara Dührkop
Bárbara Dührkop Dührkop (Hannover, 27 luglio 1945) è una politica tedesca naturalizzata spagnola, membro del PSOE ed europarlamentare dal 1987 al 2009.

## Biografia

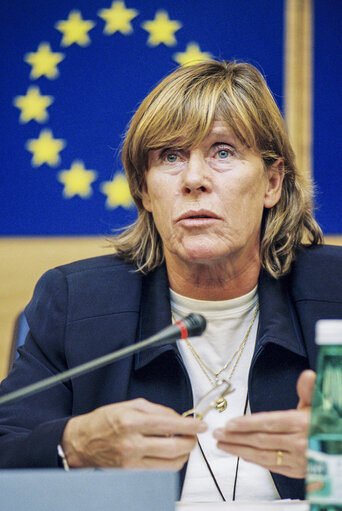
Bárbara Dührkop nel 2003

Laureata in lettere e filosofia presso l'Università di Uppsala nel 1971, intraprese il lavoro di insegnante di lingue ed interprete ad Amburgo.
Dal 1974 al 1978 fu docente a contratto presso l'Università Friedrich-Alexander di Erlangen-Norimberga e contemporaneamente si trasferì in Spagna, dove insegnò presso l'Istituto Usandizaga e presso la Deutsche Schule San Alberto Magno di San Sebastián, di cui nel 1995 assunse la direzione.
Membro del Partito Socialista dei Paesi Baschi-Euskadiko Ezkerra (PSE-PSOE) dal 1978, aderì al sindacato degli insegnanti, la Federación de Trabajadores de la Enseñanza.
Suo marito Enrique Casas, che era deputato del PSOE al Parlamento basco e membro del Senato di Spagna, fu assassinato il 23 febbraio 1984 dai Comandos Autónomos Anticapitalistas (CAA), un ramo anarchico dell'ETA. Casas venne ucciso con colpi d'arma da fuoco nella propria abitazione mentre era con due dei suoi figli, ingannato da due terroristi che si presentarono alla sua porta indossando delle tute da lavoro e fingendosi operai. Bárbara restò vedova e si occupò di quattro figli, di cui tre piccoli; divenne da allora un'importante testimone contro il terrorismo armato e la violenza.
In occasione delle elezioni del 1987, Barbara Dührkop fu eletta al Parlamento europeo. Fu riconfermata nelle successive tornate elettorali del 1989, 1994, 1999 e 2004. Nel corso degli anni fu, tra le altre cose, vicepresidente della commissione per i bilanci (1994-1999) e coordinatrice del gruppo socialista europeo in seno alla commissione per la cultura e l'istruzione (1989-1994). Fu la prima donna relatrice del bilancio generale dell'UE. Bárbara Dürkhop decise di lasciare il seggio nel 2009, dopo ventidue anni di servizio pubblico; dopo il pensionamento si dedicò a conferenze ed eventi pubblici tramite l'associazione degli ex europarlamentari.
Tra il 2009 e il 2011, fu membro del consiglio comunale di San Sebastián.
Nel 1995 ricevette il Progressive Woman Award.
Nel 2015 chiese ed ottenne la rimozione di una targa commemorativa per suo marito che era stata affissa senza il suo consenso sul muro del suo garage dall'associazione Colectivo de Víctimas del Terrorismo en el País Vasco (COVITE), guidata dall'attivista Consuelo Ordóñez.
Nel 2022 espresse il suo sostegno verso Odón Elorza per la carica di sindaco di San Sebastián.